# (13962) Delambre
Pour les articles homonymes, voir Delambre.
(13962) Delambre est un astéroïde de la ceinture principale.

## Description
(13962) Delambre est un astéroïde de la ceinture principale. Il fut découvert par Eric Walter Elst le 3 août 1991 à l'ESO. Il présente une orbite caractérisée par un demi-grand axe de 3,18 UA, une excentricité de 0,1859 et une inclinaison de 2,07° par rapport à l'écliptique.
Il fut nommé en hommage à l'astronome français Jean-Baptiste Joseph Delambre (1749-1822) qui observa en 1796 le transit de Mercure.

## Compléments